# Erste Allgemeine Deutsche Industrieausstellung

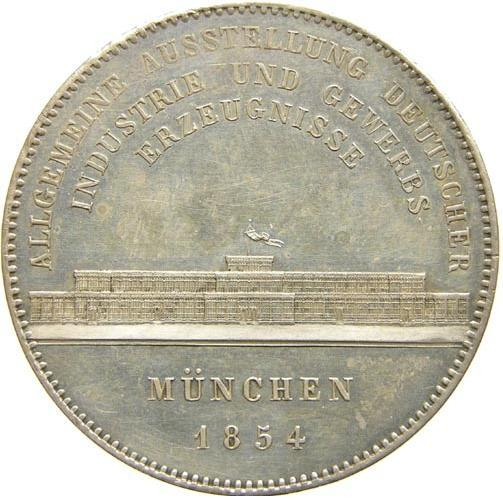
Gedenkmedaille zur Ausstellung. Medailleur: Carl Friedrich Voigt

Die Erste Allgemeine Deutsche Industrieausstellung (auch: Allgemeine Ausstellung deutscher Industrie- und Gewerbeerzeugnisse) fand 1854 in München statt.

## Anlass
Andere Metropolen hatten bereits Industrieausstellungen mit internationaler Beteiligung organisiert: als erstes 1798 Paris, 1851 London die Great Exhibition mit über 17.000 Ausstellern und sechs Millionen Besuchern. 1853 folgte die Great Industrial Exhibition in Dublin, 1853–54 die „Industrieausstellung aller Nationen“ in New York mit ungefähr 7.000 Ausstellern.
Im deutschen Sprachraum war bereits 1842 in Mainz eine kleine Erste Deutsche Industrieausstellung durch den Großherzoglichen Gewerbeverein Hessen im Deutschhaus abgehalten worden. Deutlich größer gerieten dann schon die Allgemeine Deutsche Gewerbe-Ausstellung 1844 im Berliner Zeughaus mit 3.040 Ausstellern und 260.000 Besuchern, die Ausstellungen 1850 in Wien mit 2.000 und im gleichen Jahr in Leipzig mit immerhin 1.414 Ausstellern. Alle diese vorangegangenen deutschen Ausstellungen boten jedoch nicht eine solche Größe, ein solch breites Spektrum und eine wirklich internationale Beteiligung und Ausstrahlung.
Aufgrund der großen Erfolge dieser Ausstellungen bestimmte König Maximilian II. von Bayern 1853, im Folgejahr in München ebenfalls eine solche durchzuführen.
Beweggrund dafür war sein Wunsch, den Ruf Münchens als progressiven Wirtschaftsstandort zu festigen und München als bedeutenden Messestandort zu etablieren. Max II. sah zudem die Lösung der sozialen Frage in der Industrialisierung des bislang landwirtschaftlich geprägten Bayerns. Die Ausstellung sollte einen ganz entscheidenden Impuls für die Entwicklung von Industrie und Handwerk in Bayern geben. Seine Entscheidung, diese erste nationale Gesamtschau des hohen Standes der deutschen Industrie und des Gewerbes nach München zu holen, war also Teil einer sehr modernen Wirtschaftspolitik.

## Ausstellungsgebäude

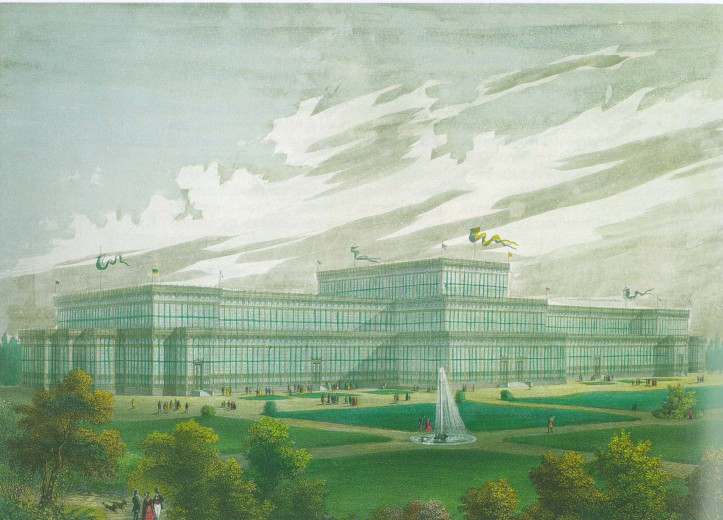
Das Ausstellungsgebäude (der „Glaspalast“)

Der kunstsinnige König Max II. hatte sich schon als Kronprinz mit Architektur befasst. Sein Bestreben war, der Architektur eine zeitgerechte und zukunftsgerichtete Form zu geben, im Kontrast zu historistischen Architekturauffassungen. Beeindruckt vom drei Jahre zuvor erbauten berühmten Londoner Ausstellungsgebäude, dem Crystal Palace von Joseph Paxton, den er anlässlich der dortigen Ausstellung 1851 selbst besichtigt hatte, befahl er die Errichtung eines ähnlich spektakulären Bauwerkes. Auch in dieser Entscheidung drückt sich der hohe programmatische Anspruch aus, den der König an diese Ausstellung richtete.
Ursprünglich war geplant, das Gebäude am Maximiliansplatz zu errichten. Die Entscheidung der zuständigen Kommission fiel jedoch auf ein Areal in der Nähe des Bahnhofs, in dem von Friedrich Ludwig von Sckell angelegten Botanischen Garten der königlichen Akademie der Wissenschaften (heute Alter Botanischer Garten). Für die Zustimmung von König Max II. zu diesem Eingriff gab das Renommee des Chemikers Justus von Liebig den Ausschlag. Aus Verbitterung über diese Entscheidung beantragte der damalige Direktor des Botanischen Gartens, Carl Friedrich Philipp von Martius, seine vorzeitige Versetzung in den Ruhestand. Nach Plänen des Architekten August von Voit konnte das Gebäude 1853–1854 aufgrund seiner Modulbauweise aus vorgefertigten Eisengittern und Glassegmenten in weniger als neun Monaten auf der Nordseite des Gartens, zum Stachus hin, errichtet werden.
Das über 200 Meter lange Gebäude, das sich vom Londoner Vorbild durch einen flach gedeckten Querarm unterschied, stellte eine bahnbrechende Leistung der Glas-Eisen-Architektur im gesamten deutschsprachigen Raum dar. Es erhielt bald den bewundernden Namen „Glaspalast“. Ursprünglich war sie als temporäre Halle geplant, die nach Ausstellungsende in ein riesiges Gewächshaus umgebaut werden sollte. Überwiegend wurden später aber zahlreiche internationale Kunstausstellungen dort gezeigt und Künstlerfeste abgehalten. In der Nacht zum 6. Juni 1931 fiel der Bau, samt zahlreicher gerade darin ausgestellter wertvollster Bilder, einem Großbrand zum Opfer.
Weiteres zum Gebäude siehe Hauptartikel: Glaspalast München

## Ausstellung

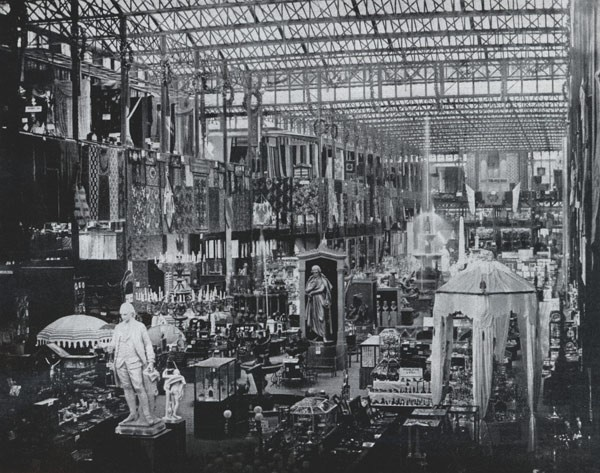
Blick in die Haupthalle

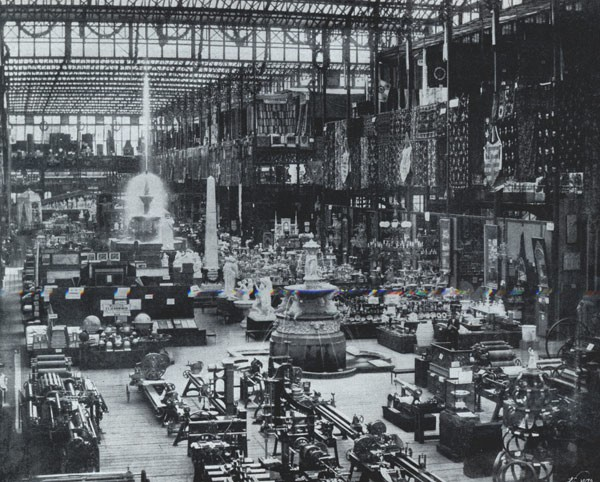
Blick in die Haupthalle

Nach Übergabe des Ausstellungsgebäudes durch die bauausführende Firma Cramer-Klett am 8. Juni 1854 an das Königliche Ärar musste die Ausstellung innerhalb von fünf Wochen aufgebaut werden.
Am 1. Juli „[...] war die Mehrzahl der Ausstellungsgegenstände für die allgemeine deutsche Industrie-Ausstellung eingetroffen und die Anzahl derselben war so außerordentlich groß, dass der innere Raum des herrlichen Gebäudes beinahe als zu klein sich zeigte [...]“
Am 15. Juli 1854 wurde die Erste Allgemeine Deutsche Industrieausstellung eröffnet. 6.588 Aussteller – also beinahe ebenso viele wie an der New Yorker Ausstellung von 1853/54 – waren vertreten, davon aus Bayern 2.331, aus Österreich 1.477. Zehntausende Besucher aus allen Gegenden der Welt kamen, sogar gekrönte Häupter waren angekündigt. Die Münchner Stadtchronik beschreibt die Eröffnung so: „Die Plätze und Straßen um und in der Nähe des Glaspalastes waren überfüllt an Menschen, so daß es sowohl für die Fuhrwerke als für die Fußgeher schwer wurde, durchzukommen und nur mit äußerster Mühe die Ordnung konnte aufrechterhalten werden. Um 11 Uhr wurden die Thüren eröffnet, der Zudrang lässt sich nicht beschreiben. Jeder Eintretende war sichtbar überrascht von dem, was sich seinem Auge darbot [...]“
Die ausgestellten Objekte boten ein äußerst reiches Spektrum, reichten vom Klavier über Spinnereimaschinen bis zu Schnellzuglokomotiven.
Überschattet wurde dieses Großereignis dann jedoch durch eine im gleichen Jahr in Europa wütende Choleraepidemie. Auch in München erkrankten bald nach Eröffnung zunächst Bedienstete, später auch Ausstellungsgäste und Bürger Münchens. Am 18. Juli, drei Tage nach Ausstellungsbeginn, brach während einer Aufführung des „Faust“ im Rahmen des begleitenden Kulturprogramms im Münchner Hoftheater ein Schweizer Besucher der Ausstellung zusammen, das erste Opfer einer Epidemie. Innerhalb von zwei Monaten erkrankten in München fast 6.000 Menschen an der Cholera, knapp 3.000 starben an den Folgen der Krankheit. Allein am 4. September 1854 starben über 100 Menschen an nur einem einzigen Tag. Viele Messegäste und auch begüterte Münchner verließen nun fluchtartig die Stadt, die Straßen lagen wie ausgestorben da, und die Ausstellungshallen blieben leer. Ende September 1854 glaubte man, die Lage unter Kontrolle zu haben und erklärte die Seuchengefahr für beendet. Doch man hatte sich getäuscht, immer wieder traten neue Cholerafälle auf. Sogar Mitglieder der königlichen Familie erkrankten daran, wie die ehemalige Königin Therese von Bayern, die innerhalb von nur wenigen Stunden an den Folgen der Erkrankung verstarb.